# 赫布·萨特

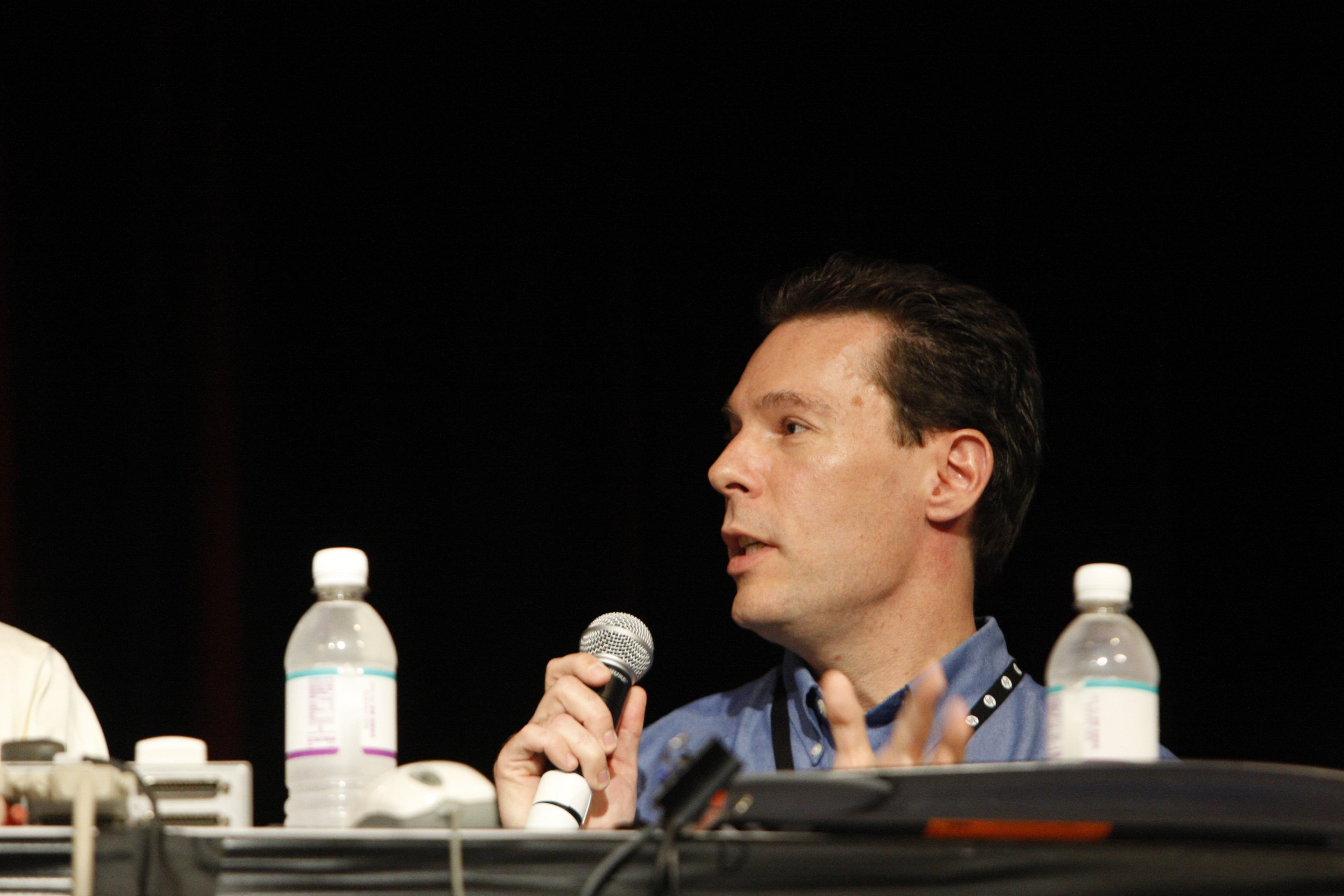
2009年的赫布·萨特

赫布·萨特是著名的C++程序设计专家。也是Dr. Dobb's Journal的专栏作家。2002年加入Microsoft后，成为Visual C++ .NET的技术传播者，后升任C++/CLI架构的团队领导人。从1999年至2009年1月担任ISO C++标准委员会的秘书与会议召集人，2008年10月这一职位被P. J. Plauger接手，后在2009年10月P. J. Plauger辞职后重新接任。 近年来Sutter是C++/CX和C++ AMP的主要设计者。

## 教育与职业背景
出生于安大略省奥克维尔。从加拿大滑铁卢大学毕业。
1995年至2001年担任PeerDirect的首席技术官，设计了PeerDirect数据库复制引擎。
从1997年至2003年，创建了定期的C++编程问题并在Usenet新闻组comp.lang.c++.moderated上使用标题Guru of the Week发表。涉及对C++常见的错误认识或难以理解的概念。后来汇集出版了专著Exceptional C++与More Exceptional C++。关于C++11的新书发表于2011年11月。

## 免费的午餐已经结束
"The Free Lunch Is Over"是一篇著名文章发表于2005年。阐述了微处理器的主频已经达到了物理极限，导致了两个后果：
- 处理器制造商将聚焦于多线程产品技术，
- 软件开发者将开发大规模多线程程序。

## 著作
- Exceptional C++ (Addison-Wesley, 2000, ISBN 0-201-61562-2)
- More Exceptional C++ (Addison-Wesley, 2002, ISBN 0-201-70434-X)
- Exceptional C++ Style (Addison-Wesley, 2005, ISBN 0-201-76042-8)
- C++ Coding Standards (together with Andrei Alexandrescu, Addison-Wesley, 2005, ISBN 0-321-11358-6)